# Hydrocotyle alchemilloides
Hydrocotyle alchemilloides är en växtart i släktet Hydrocotyle och familjen araliaväxter.
Arten förekommer i Ecuador och Peru. Den beskrevs av Achille Richard 1820.